# Ґанеша
Ґане́ша (санскр. गणेश — «поводир групи») — слоноголовий бог удачі і мудрості в індуїзмі, покровитель астрології, заступник торгівлі, син Шиви і Парваті, брат Сканди. Очолює почет божеств Ґанів, що оточують Шиву, і носить також ім'я Ґанапаті «владика Ґанів».

## Характеристика
У Ґанеші було коротке тіло і товстий живіт. Брахма звелів поминати його ім'я раніше від імен інших богів. Богиня мудрості Сарасваті подарувала Ґанеші перо і чорнило, і він став богом вченості. Крім того, Ґанеша став заступником купців і мандрівників, і одержав брахманське достоїнство. Він завжди сидить на пацюку, якого йому у вічне служіння дала богиня землі Прітхіві. Для того, щоб до небес потрапляли тільки істинно віддані Шиві, Ганеша став винаходити перешкоди для людей, морочачи їхній розум і змушуючи прагнути до багатства і сьогочасних насолод. 
Хоча Ґанеша є проводирем нижчого пантеону в служінні Шиви, він шанується насамперед як божество мудрості, успішних починань і усунення перешкод. Ґанешу призивали і призивають дотепер у допомогу при початку будь-якої справи, зі звертання до нього починаються багато творів санскритом (йому присвячена й окрема Ґанеша-пурана). Зображення і храми Ґанеші винятково популярні, особливо на півдні Індії. У численних храмах, присвячених Ґанеші, особливо відзначається четвертий день світлої половини місяця — чатуртті, а в місяці бхадра (серпень-вересень) у Махараштрі свято Ґанеші відзначають протягом десяти днів.
Течія індуїзму, в якій головним об'єктом поклоніння є Ганеша, називається ганапатья.

## Версії народження Ганеші

### Брихаддгарма-Пурана
Після появи на світ Сканди Шива відмовлявся «віддаватися любовним пестощам» заради появи потомства, але Парваті дуже бажала сина. Розгніваний Шива згорнув поділ шат богині і подав їй у руки: «От тобі син, Парваті». — «Як може цей шматок тканини замінити мені сина?» — заперечила вона. Але в цей момент вона випадково пригорнула сувій до своїх грудей, і він дивним чином ожив.

### Вараха-Пурана
Боги звернулися до Шіви з проханням створити бога, що перешкоджав би здійсненню злих діянь, і Ґанеша виник із сяйва величі Шиви.

## Версії появи слонячої голови

### Брихаддгарма-Пурана
Після народження Ґанеші всі боги були запрошені на свято, на якому кожен міг глянути на дитину. Почесті Парваті і її синові не віддав тільки Шані, тому що він був проклятий своєю дружиною за нехтування нею, і тому гинуло все, на що падав погляд бога. Парваті, незважаючи на попередження Шані, попросила його глянути на свого сина. Як тільки Шані подивився на Ґанешу, голова дитини відокремилася від тіла й упала на землю. Воскресити дитину не вдалося навіть Шиві. Тоді з небес пролунав голос Брахми, що звелів «приставити» до пліч Ґанеші голову того, хто «спить обличчям до півночі». На пошук голови був відправлений слуга Шиви Нандін, що після довгих мандрівок прийшов у столицю небесного царства Амараваті. Біля воріт міста він побачив Айравату, слона Індри, що лежав головою на північ. Перемігши в бою з Індрою, Нандін відітнув голову слонові і повернувся до Шиви. Юний бог ожив і за велінням Шиви став на чолі Ґанів (сонмів слуг Шиви), одержавши від Брахми ім'я Ґанеша — «Володар Ґанів». Індра прийшов з покаянням до Шиви, і в знак прощення Шива звелів кинути тіло обезголовленого слона в океан, щоб той знайшов нову голову, після чого воскреслий Айравата повернувся до Індри.

### Вараха-Пурана
Ґанеша втратив розум через прокльон Парваті, незадоволеною його появою на світ.

### Інша версія
За однією з легенд голову синові відрізав сам Шива, розгнівавшись за те, що Ґанеша не впустив його в покої Парваті. Але потім, щоб утішити дружину, приставив до тулуба голову слона, що знаходився поруч.

## Версії втрати бивня
Відповідно до одної версії, Ґанеша втратив один бивень за сумлінне виконання своїх обов'язків сторожа, не впустивши цього разу брахмана Парашураму (одна з аватар Вішну) у покої Шіви, і Парашурама відтяв йому один бивень своєю сокирою.
За іншою версією Ґанеша сам використовував один бивень як зброю, відламавши його і вразивши велетня Ґаджамукгу (Слоноволикий), що перетворився після цього в пацюка, який згодом став ваханою Ґанеші.

## Іконографія та імена

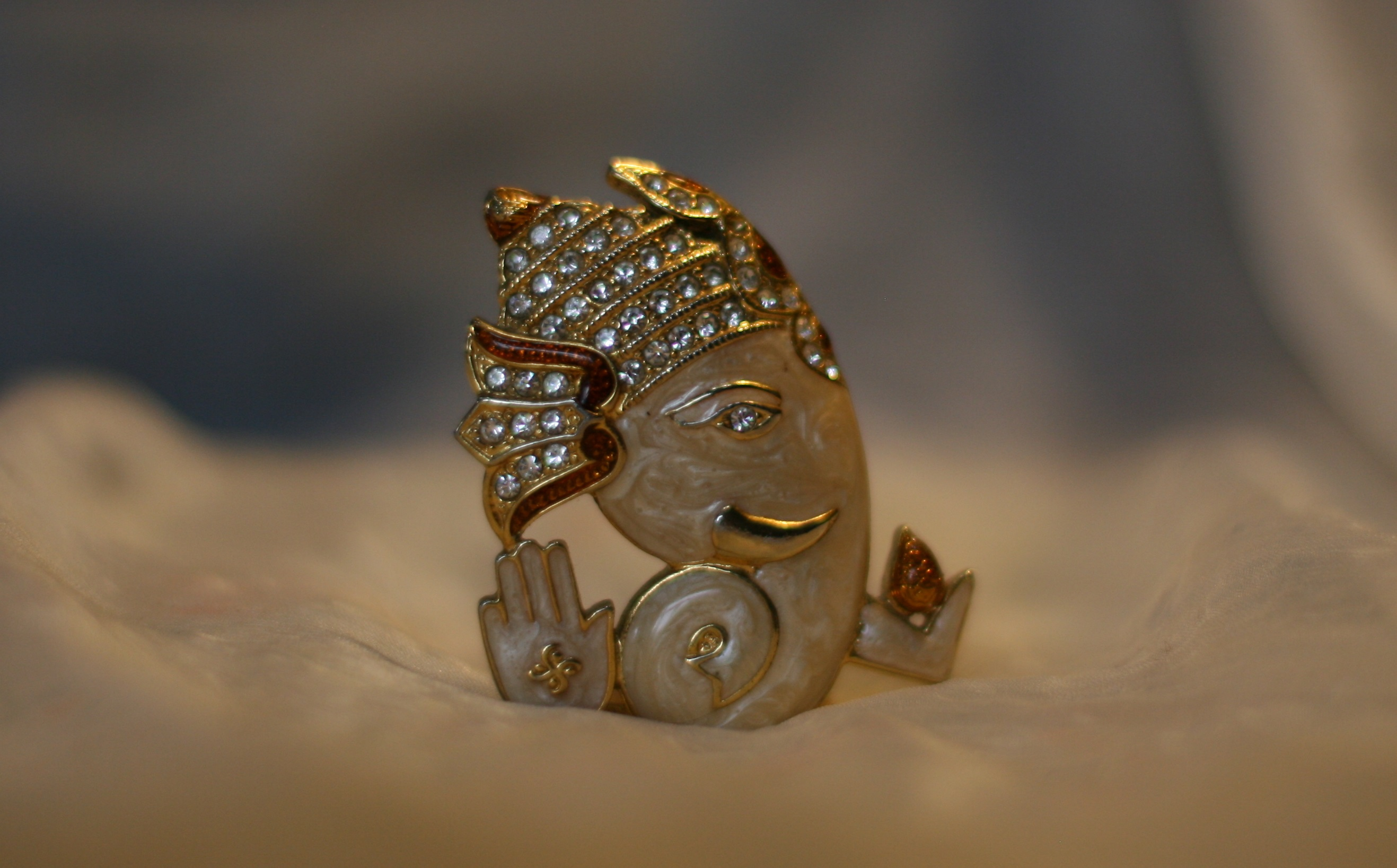
Статуетка Ом Ґанеш

Ґанеша зображується з людським тулубом червоного або жовтого кольору, з великим кулястим животом, з головою слона, що має один бивень.
Чотирирукий — тримає бойову сокиру (парашу) або стрекало (анкус), ароматні солодощі ладдус, слонячий бивень і лотос (падма).
Мантра для прославлення Ганеші Ганапаті-сукта.
108 імен Ганеші.
- akhuratha * - їздячий на миші
- alampata - Вічний
- Аміт - Незрівняний
- anantachidrupamaya * - Всевтілюючий
- avanIsha * - Владика Світу
- avighna - Знищувач Перешкод
- balagaNapati - Ганеша - Дитина
- bhAlachandra - Прикрашений Місяцем
- Бхіма - Величезний
- Бхупаті - Бог Богів
- bhuvanpati - Бог Богів
- buddhinAtha - Бог Мудрості
- buddhipriya - Даруючий пізнання
- buddhividhAta - Владика Пізнання
- chaturbhuj - чотирирукий
- devadeva - Бог Богів
- devantakanashakarin * - Руйнівник зла і демонів
- devavrata * - Приймаючий покаяння
- devendrashika - Захисник Богів
- dharmika - Дарувальник Милосердя
- dhUmravarNa - кольору диму
- durjaya - Непереможний
- dvaimAtura - Хто має двох Матерів
- ekAkshara - односкладовий
- ekadanta - однозубий
- ekadrishta * - однозубий
- IshAnputra - Син Шиви
- Гададхар - Озброєний палицею
- gajakarNa - Слоноокий
- gajAnana - Слоноликій
- gajananeti - Слоноликій
- gajavakra - Володар хобота
- gajavaktra - Слоноустий
- gaNadhyakshya - Владика ганів
- gaNadhyakshina - Владика планет
- Ганапаті - Владика ганів
- gaurisuta - Син Гаурі
- Гунін - Початковий Учитель
- Haridra - Золотого кольору
- heramba - Улюблений Син Матері
- Капіла - Золотисто -коричневий
- kavIsha - Учитель Поетів
- Кріті - Бог Музики
- Кріпалу * - Милосердний
- krishapingaksha * - Хто має золотисто -коричневі очі
- kshamakara * - всепрощаючий
- kshipra - той, кого легко умиротворити
- lambakarNa - великовухий
- laMbodara - з великим животом
- mahabala - Найсильніший
- mahAgaNapati - Всемогутній
- Махешвара - Бог Всесвіту
- mangalamurti * - Втілення благості
- маномайя - Загарбник Сердець
- мрітьюнджая - Переможець Смерті
- mundakarama * - Обитель Щастя
- muktidaya - Даруючий Щастя
- mUshhikavAhana - їздячий на миші
- nAdapratiShThita - Любитель Музики
- namasthetu * - Переможець Зла , Недоліків і Гріха
- Нандана - Син Шиви
- nidIshvaram * - Податель Багатств
- o.nkAra - Буква ОМ
- pItAmbara - жовтоколірний
- Прамоду - Глава всіх обителей
- prathameshvara - Споконвічний
- пуруша - Всемогутній
- Ракта - червоноколірний
- rudrapriya - улюбленець Рудри
- sarvadevAtman - Одержує всі жертви
- sarvasiddhanta * - Учитель Мудрості
- sarvAtman - Захисник Всесвіту
- шамбхаві - Син Парваті
- shashivarnam * - має лик кольору Місяця
- shUrpakarNa - великовухий
- shuban * - Добрий , Благий , Сприятливий
- shubhaguNakAnan - Учитель Всього
- shveta - Чістобілий
- siddhidhata - Дарувальник успіху і звершень
- siddhipriya - улюбленець Сіддхі
- siddhivinAyaka - Дарувальник Успіху
- skandapUrvaja - Старший брат Сканди
- sumukha - Сприятливий
- sureshvara - Бог Богів
- Сваруп * - Люблячий Красу
- Taruna - Нестаріючий
- uddaNDa - Знищувач зла і недоліків
- umAputra - Син Уми
- vakratuNDa - Володар хобота
- vAragaNapati - Подавець благ
- varaprada - Дарувальник благ
- varadavinAyaka - Управитель успіху
- vIragaNapati - Бог- Герой
- vidyavaridhi * - Владика мудрості
- vighnahara - прибирач перешкоди
- vignaharta - Знищувач перешкод
- vighnarAja - Владика перепон
- vighnarajendra - Владика перешкод
- vighnavinashanaya - Руйнівник перешкод
- vigneshvara - Пан Перешкод
- vikata - Величезний
- Вінаяка - Господь Всього
- vishvamukha - Учитель Всесвіту
- vishvarAja - Пане Миру
- yaJNyakAya - Одержувач Всіх жертвопринесень
- yashaskara - Дарувальник Добробуту
- yashvasin * - найулюбленіший
- yogAdhipa - Бог Роздумів